# Municipio de Jamestown (Indiana)
El municipio de Jamestown (en inglés: Jamestown Township) es un municipio ubicado en el condado de Steuben en el estado estadounidense de Indiana. En el año 2010 tenía una población de 3249 habitantes y una densidad poblacional de 52,98 personas por km².

## Geografía
El municipio de Jamestown se encuentra ubicado en las coordenadas 41°43′48″N 85°1′38″O / 41.73000, -85.02722. Según la Oficina del Censo de los Estados Unidos, el municipio tiene una superficie total de 61.33 km², de la cual 53.6 km² corresponden a tierra firme y (12.59%) 7.72 km² es agua.

## Demografía
Según el censo de 2010, había 3249 personas residiendo en el municipio de Jamestown. La densidad de población era de 52,98 hab./km². De los 3249 habitantes, el municipio de Jamestown estaba compuesto por el 98.61% blancos, el 0.12% eran afroamericanos, el 0.28% eran amerindios, el 0.58% eran asiáticos, el 0.03% eran isleños del Pacífico, el 0.06% eran de otras razas y el 0.31% pertenecían a dos o más razas. Del total de la población el 0.86% eran hispanos o latinos de cualquier raza.